# محمدرضا بیگ
محمدرضا بیگ از نخستین سفیران ایران در اروپا و سفیر حکومت صفویان در زمان شاه سلطان حسین (۱۶۹۴-۱۷۲۲ میلادی) در فرانسه در زمان لوئی چهاردهم بود. او شهردار (کلانتر) ایروان بود و مسئولیت مذاکرات دیپلماتیک با لوئی چهاردهم را به عهده داشت.

## اعزام به فرانسه
محمدرضا بیگ شهردار ایروان و یکی از مقامات عالی‌رتبهٔ حاکم چخور سعد بود. در ۱۹ فوریۀ ۱۷۱۳ (۲۵ محرم ۱۱۲۵) به دستور شاه سلطان حسین به دربار لوئی چهاردهم در فرانسه فرستاده شد تا برای بیرون راندن مردم عرب از خلیج فارس درعوض تسخیر مسقط با فرانسویان به مذاکره بنشیند. فرانسوی‌ها علاقۀ زیادی به جنگ در مشرق‌زمین نداشتند و درعوض گسترش بازرگانی بین دو کشور را پیشنهاد می‌کردند و در این بین امتیازات زیادی از طرف ایرانی گرفتند. 

## دستگیری و آزادی
محمدرضا بیگ شهردار مجبور شد که با ظاهر یک زائر از قسطنطنیه که تحت حکومت امپراتوری عثمانی بود عبور کند؛ زیرا ایران صفوی و امپراتوری عثمانی اغلب در جنگ بودند و روابط ناپایدار بود. به‌هرحال به زندان افتاد، ولی به‌کمکِ سفیر فرانسه در قسطنطنیه، پی‌یِر دزالر (به فرانسوی: Pierre des Alleurs) و مترجم کارکشتۀ او، اِتین پَدِری (به فرانسوی: Etienne Padery) از زندان آزاد شد. محمدرضا بیگ در ۲۳ اکتبر ۱۷۱۴ به مارسِی و پس از آن به کاخ ورسای همراهی شد. در آنجا با شکوه و جلال به او خوشامد گفته شد.

## ورود به کاخ ورسای
در ساعت ۱۱ صبح روز ۱۹ فوریۀ ۱۷۱۵، محمدرضا بیگ سوار بر اسب و با همراهان بسیار، با پیشواز نمایندهٔ سُفَرا و ستوان ارتش پادشاه وارد کاخ ورسای شد. گفته شده که جمعیتی فراوان خیابان پاریس و محوطهٔ اطراف را برای مشاهدهٔ رسیدن سفیر و همراهانش پر کرده بودند. درباریان در تالار آیینه‌ها جمع شدند که چهار ردیف صندلی برایشان گذاشته شده بود. تالار آیینه‌ها با حضور مضاعف غیر فرانسوی‌ها لبریز از جمعیت شد.

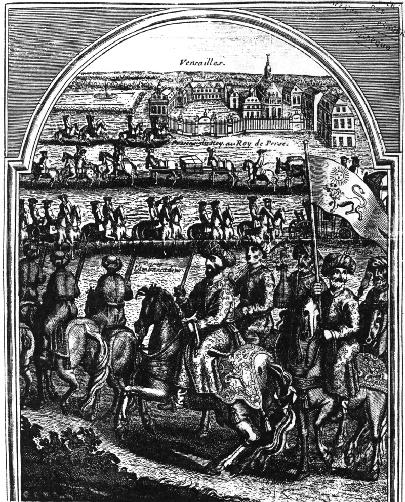
دیدار محمدرضا بیگ از کاخ ورسای

## بستن قرارداد
محمدرضا بیگ در ۱۳ آگوست ۱۷۱۵ به عهدنامهٔ تازه‌ای با دولت لوئی چهاردهم دست یافت که بیشتر به نفع تجارت فرانسه بود.  پیامد دیگر این مذاکرات، بازشدن کنسولگری دائمی ایران در مارسی برای تبادلات با شرق، در ساحل مدیترانه فرانسه بنیان‌گذاری شد. به‌زودی یِگوپجان دو دریتچان در این دفتر آغاز به کار کرد.

## رفتار نسنجیده
موریس اربت در پژوهشی که بر پایۀ اسناد بایگانی‌های فرانسه انجام داده به چگونگی قراردادی که مسئولیت آن بر عهدۀ محمدرضا بیگ بوده پرداخته و باتوجه‌به آن، به رفتار ناشایست سفیر و جهل او نسبت یه مناسبات بین‌المللی آن هنگام جهان اشاره می‌کند.

## ازدواج
محمدرضا بیگ در پاریس با دوشیزه‌ای درباری ۱۷ ساله به‌نام کنتس آدلایید لسپینوی از خاندان گاردان آشنا شد. اما علی‌رغم مخالفت سخت دربار لویی و خانواده، آدلایید به این رابطه ادامه داد. تا جایی که در جواب اطرافیان در مقابل بدقیافه بودن محمدرضا بیگ گفت: «من این مرد را که بد و بدقیافه می‌خوانید با همۀ وجود دوست دارم و به کسی ارتباط ندارد». بارداری آدلایید از محمدرضا بیگ موجب فرار مخفیانۀ آنها با کشتی شد. محمدرضا بیگ در راه ایلچی برای وضع حمل همسرش مدتی توقف می‌کند و به‌دلیل تنگ‌دستی بخشی از هدایای لوئی چهاردهم را می‌فروشد.

## مرگ
در بازگشت به ایران هنگامی که فهمید دولت ایران از کارهای او در فرانسه و قرارداد بسته‌شده ناراضی است در ایروان در سال ۱۱۲۹ هجری قمری (۱۷۱۷ میلادی) با خوردن تریاک، خودکشی کرد.
ادلایید به ایران رفت و دیگر به فرانسه بازنگشت و با برادر محمدرضا بیگ ازدواج کرد. از سرنوشت  او پس از حملۀ افاغنه و سرنگونی صفویان اطلاعی در دسترس نیست.